# Robert Engels (illustrateur)
Pour les articles homonymes, voir Robert Engels et Engels.
Robert Engels est un artiste peintre, illustrateur, enseignant allemand, né le 9 mars 1866 à Solingen et mort le 24 mai 1926 à Munich.

## Biographie

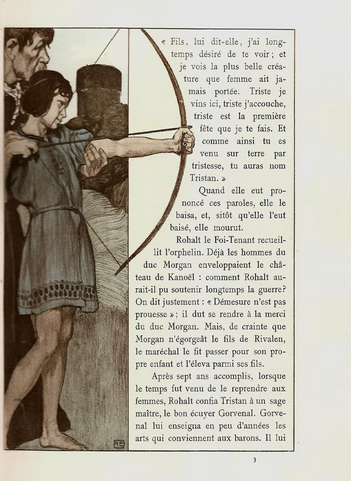
« L'archer », l'une des illustrations originales pour le Tristan et Iseult de Joseph Bédier (1900) : ce livre fut traduit dans le monde entier.

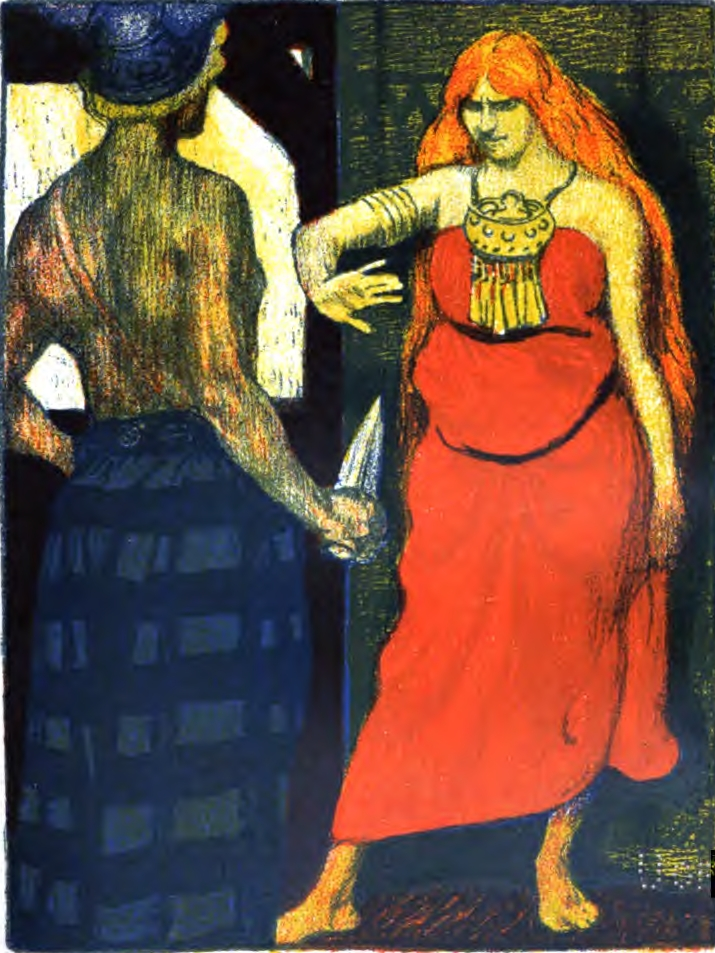
Skirnir wirbt um Gerda, composition pour un ouvrage paru en 1903.

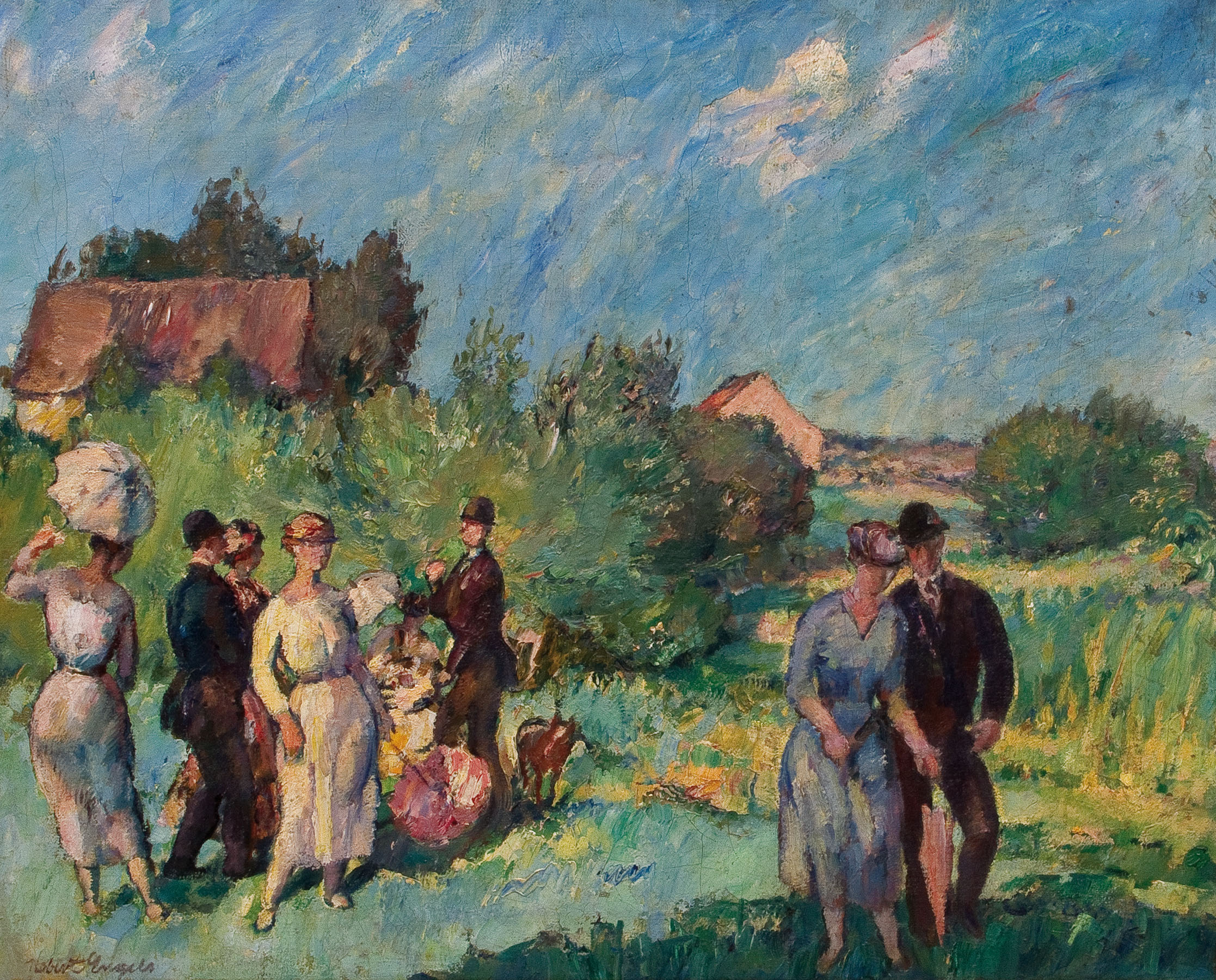
Festliche Gesellschaft im Grünen, huile sur toile (c. 1920).

À la mort de son père en 1885, renonçant à diriger son entreprise, Robert Engels entre à l'Académie des beaux-arts de Düsseldorf, puis, en 1890 part compléter sa formation en Belgique, en Angleterre et en France. En 1898, il s'installe à Munich, où il est employé comme graphiste au magazine Jugend. Fin 1901, il co-fonde avec Ernst Liebermann (1869-1960) une association destinée à défendre l'Art graphique et plus particulièrement le livre illustré. En 1910, il est nommé professeur au « KGS », l'école des arts appliqués de Munich, où Richard Riemerschmid exerce une grande influence. En 1912, il rejoint le Deutscher Werkbund.
Ayant conservé des connexions avec Paris, il se lie avec l'éditeur Henri Piazza qui lui commande une lithographie pour L'Estampe moderne (avril 1898) et une cinquantaine de compositions pour illustrer la traduction de Joseph Bédier du roman de Tristan et Iseult (1900), ouvrage qui fut salué par la critique. En 1903, il contribua à une vaste histoire illustrée des dieux germaniques publiée à Leipzig chez Teubner, livrant des compositions en couleurs de style expressionniste.
On connaît aussi de lui des vitraux pour la cathédrale de Wrocław, des éléments de décoration pour des particuliers mais aussi pour des complexes industriels du bassin de la Ruhr, ouvrages d'art commandés par Alfred Krupp, ainsi que pour des décors de pièces de théâtre données à Munich — où il scénographie Le Théâtre merveilleux de Cervantès en 1908 — et Leipzig.
Sous son enseignement durant et après la Première Guerre mondiale, il eut entre autres comme élèves Erwin Bowien (1899-1972), le Suisse Niklaus Stoecklin (1896-1982) et surtout Carl Otto Müller (de) (1901-1970).
En 1908, il épouse son élève Gustava de Veith (1879-1970) qui fit don d'une partie des œuvres d'Engels, notamment de nombreuses toiles, à la ville de Solingen en 1934, legs qui fut complété en 1955.

## Ouvrages illustrés
- Le roman de Tristan et Iseut, trad. de Joseph Bédier, Paris, Les éditions d'art Henri Piazza, 1re édit. en 1900 (lire en ligne sur Gallica), tr. en allemand, Leipzig, Hermann Seemann, 1901.
- Emil Reicke (dir.), Der Gelehrte in der deutschen Vergangenheit, vol. I à ?, Leipzig, Eugen Diederichs, 1900-1901.
- Oskar Dähnhardt, Heimatklänge aus deutschen Gauen, 3 vol., Leipzig , B. G. Teubner, [1901-1902].
- Adolf Lange, Deutsche Götter- und Heldensagen,  Leipzig, B. G. Teubner, 1903.
- Karl Heinrich Keck, Deutsche Heldensagen, Leipzig, Berlin, B.G. Teubner, 1904-1913.
- Rudolf André et al., Münchener Künstler-Bilderbuch für Jung und Alt, Munich, Verlage der Jugendblätter C. Schnell, 1905.
- Baron de Münchhausen, Balladen, Berlin, F. A. Lattmann Verlag, [1906].
- Siegfried Beck, Rübezahl: ausgewählte Sagen und Schwänke, Mayence, [1907].
- Carl Thiemann, Alfred Krupp (s./dir.), Zum 100 jährigen Bestehen der Firma Krupp und der Gussstahlfabrik zu Essen-Ruhr, Iéna, Gustav Fischer, 1912.
- Lesebuch für die Münchener Volksschulen, München, Oldenbourg, [v. 1915].
- Rudolf Herzog, Germaniens Götter, Leipzig, Quelle & Meyer, 1919.
- Wilhelm Matthießen, Der Himmelküster. Ein Märchen, Munich, Oldenbourg, A. von Hans von Weber, 1920.
- Wilhelm Hauff, Lichtenstein. Romantische Sage aus Württembergs Geschichte, Stuttgart, Thienemann, 1925.
- Carl Köhler, Volkslieder von der Mosel und Saar : mit Bildern und Weisen, Frankfurt a. M, M. Diesterweg Verlag, 1926.